# دانيال دونكان ماكنزي
دانيال دونكان ماكنزي هو محامي وقاضي وسياسي كندي، ولد في 8 يناير 1859 في جزيرة كيب بريتون في كندا، وتوفي في 8 يونيو 1927 في كندا. حزبياً، نشط في الحزب الليبرالي الكندي والحزب الليبرالي في نوفا سكوشا ‏. وقد انتخب زعيم المعارضة الرسمية ‏ (17 فبراير 1919 – 7 أغسطس 1919) وانتخب عضو مجلس العموم الكندي.